# Pelegrina edrilana
Espèce
Pelegrina edrilana est une espèce d'araignées aranéomorphes de la famille des Salticidae.

## Distribution
Cette espèce est endémique du Mexique. Elle se rencontre dans les États du Tamaulipas, de Durango, de San Luis Potosí, d'Oaxaca et à Mexico,.

## Description
Les mâles mesurent de 3,7 à 3,9 mm et les femelles de 3,4 à 5,4 mm.

## Publication originale
- Maddison, 1996 : Pelegrina Franganillo and other jumping spiders formerly placed in the genus Metaphidippus (Araneae: Salticidae). Bulletin of the Museum of Comparative Zoology, vol. 154, no 4, p. 215-368 (texte intégral).